# Arman Schetpisbajew
Arman Schäripbajuly Schetpisbajew (kasachisch Арман Шәріпбайұлы Жетпісбаев, russisch Арман Шарипбаевич Жетписбаев; * 24. April 1971 in Kuibyshew, Kasachische SSR) ist ein kasachischer Politiker. Er war von Februar 2008 bis April 2012 Bürgermeister der Stadt Schymkent.

## Leben
Arman Schetpisbajew wurde am 24. April 1971 im Dorf Kuibyshew im heutigen Gebiet Schambyl geboren. 1993 schloss er sein Studium am Kasachischen Institut für chemische Technologie in Tschimkent mit einem Abschluss als Ingenieur ab. 200 folgte ein Abschluss an der kasachischen Wirtschaftsuniversität in Finanz- und Kreditwesen.
Von September 1992 bis September 1998 arbeitete er in verschiedenen Unternehmen. Von September 1998 bis Januar 1999 war er Direktor von Alatautransgas und von Januar bis Juli 1999 Direktor von Shymkentgaz. Danach war er von Juni 1999 bis April 2000 zunächst stellvertretender Leiter der Regionalabteilung der Kazkommertsbank in Schymkent und zwischen 2002 und 2003 Leiter der Regionalabteilung der Bank in Qysylorda sowie erster stellvertretender Vorsitzender der Kazkommertsbank in Kirgisistan. In der Zeit von 2003 bis 2005 war Schetpisbajew Geschäftsführer des Unternehmens ARNA und später Vorstandsvorsitzender dieses Unternehmens. Von 2005 bis 2006 leitete er die Sonderwirtschaftszone Ongtüstik (kas. Оңтүстік) in Schymkent.
2006 wechselte Schetpisbajew von der Wirtschaft in die Politik. Er war von November 2006 bis Februar 2008 zunächst stellvertretender Äkim (Gouverneur) des Gebietes Südkasachstan. Vom 19. Februar 2008 an bekleidete er das Amt des Bürgermeisters von Schymkent. Am 24. April 2012 trat er überraschend von seinem Amt als Bürgermeister zurück, was zu Spekulationen über den Grund dafür führte denn am Abend des Vortages wurden auf das Auto von Schetpisbajew mehrere Schüsse abgefeuert.
Nach dem Rücktritt als Bürgermeister von Schymkent zog er sich von der politischen Bühne zurück. Zusammen mit seinem Bruder gründete er ein Unternehmen, das im Gebiet Mangghystau in der Ölbranche tätig war. Zwischen Dezember 2015 und Februar 2017 war Schetpisbajew Geschäftsführer von Kazatomprom und seit dem 16. Februar 2017 ist er Vorstandsvorsitzender des nationalen kasachischen Immobiliensparte des Staatsfonds Samruk-Kazyna.